# Bolesna štenad
Bolesna štenad je beogradski bend nastao 2010. godine. Ovaj pank bend prepoznat je već na početku karijere po oštrim, satiričnim tekstovima, brzim rifovima i žestokim, zanimljivim nastupima na kojima su članovi benda često kostimirani. Zbog toga nije neobično što su njihovi koncerti redovan deo programa najznačajnijih muzičkih festivala i koncertnih prostora širom regiona. Neki od festivala na kojima je bend nastupao: Exit festival, Beer fest Beograd, Arsenal fest, Zaječarska gitarijada, Demofest Banja Luka (BIH), Sedam Jezera, BOŠ-Gevgelija (Severna Makedonija), Kulpin fest, Osveženje – Pirot, Serbian Punk Vikend–Sofija (Bugarska), Lake fest (Crna Gora), Bedem fest (Crna Gora), Silvershine-Srebrenica (BIH), Fabula fest-Lazarevac…
“Bolesna Štenad”  je bend u čijem sastavu su: Aleksandar Marković Lama - vokal, Zoran Mladenović Kiza - gitara, Marko Jablanov Džeb - bas gitara, Marko Šolić Šulc - gitara i Dario Ilinčić - bubnjevi.
Prvi album "Loše, Loše" (2011) snimljen je u studijima “Underground” i “Srbijashumex” i iste godine je proglašen za najbolji album po izboru publike i kritike u emisiji „Gruvanje“ - RTV. Sa ovog albuma izdvajaju se pesme “Himna”, “Infostan”, “Vikend” i “Letnji hit” i postaju svojevrsne generacijske himne kao dokument vremena u kojem su nastale. U takmičarskom delu festivala “Dan D” posvećenom sećanju na Milana Delčića-Delču 2013. osvajaju prvu nagradu.
Drugi studijski album "Desiće se lepe stvari" izdali su krajem februara 2015. za izdavačku kuću “RockSvirke Records”. I na ovom albumu “Bolesna Štenad” britko i duhovito opisuju stvarnost u kojoj žive, nevezano da li govore o stanju na srpskoj rok sceni ili državi uopšte. Pesme “Multietnička atrakcija”, “Komšinice” i “Život je lep” dobijaju status kultnih, a Bolesna Štenad status ozbiljnog benda koji ima mnogo toga da kaže i pokaže na sceni i van nje.
Godine 2019. izdaju treći album pod nazivom , “Gde su te manekenke, gde je taj kokain”, i potpisuju ga za Maskom records. Producent i snimatelj na albumu, Nikola Vranjković, koji takođe učestvuje u snimanju gitarskih deonica i aranžiranju pesama.
Za decembar 2024. godine planiran je izlazak četvrtog studijskog albuma.